# بارلویل (مریلند)
بارلویل (به انگلیسی: Barrelville) یک محدوده ثبت‌نشده در ایالات متحده آمریکا است که در شهرستان الیگنی، ایالت مریلند است و جمعیت آن در سرشماری سال ۲۰۱۰ میلادی، ۷۳ نفر بوده‌است.